# Resolution 1319 des UN-Sicherheitsrates
Mit der Resolution 1319 des UN-Sicherheitsrats forderte der Weltsicherheitsrat Indonesien dazu auf, gegen die pro-indonesische Milizen, die ihre Basen in Westtimor hatten vorzugehen, sie zu entwaffnen und die Flüchtlingslager und die Grenze zu sichern. Die Resolution wurde am 8. September 2000 verabschiedet.

## Hintergrund
Nach der indonesischen Besatzung von 1975 bis 1999 stand Osttimor (Timor-Leste) zunächst unter der Übergangsverwaltung der Vereinten Nationen für Osttimor (UNTAET). Die Bevölkerung hatte sich im Unabhängigkeitsreferendum am 30. August 1999 für die Eigenstaatlichkeit und gegen eine innere Autonomie innerhalb Indonesiens entschieden. Infolgedessen kam es zu einer letzten Gewaltwelle durch Milizen und indonesisches Sicherheitspersonal bei der etwa 3000 Menschen starben, die Infrastruktur Osttimors zerstört wurde und ein Großteil der Bevölkerung fliehen musste oder von den Indonesiern nach Westtimor zwangsevakuiert wurde. Die internationale Staatengemeinschaft reagierte mit der Entsendung der Internationalen Streitkräfte Osttimor (INTEFET) zur Wiederherstellung von Recht und Ordnung. Die UNTAET übernahm den Aufbau staatlicher Institutionen und die Vorbereitung des Territoriums auf die staatliche Unabhängigkeit.
Am 23. Februar 2000 ging das militärische Kommando von INTERFET auf UNTAET über. Doch Flüchtlinge wurden in Westtimor noch Monate nach der offiziellen Übergabe an die Friedensmission der UN in Lagern festgehalten und ermordet. Am 24. Juli 2000 wurde ein neuseeländischer UN-Soldat bei einem Schusswechsel mit einer pro-indonesischen Miliz an der Grenze zu Indonesien getötet. Am 10. August starb ein nepalesischer UN-Soldat im Kampf mit einer Miliz. Am 6. September wurden drei UNHCR-Mitarbeiter in einem Flüchtlingslager im indonesischen Atambua (Westtimor) ermordet.

## Die Resolution

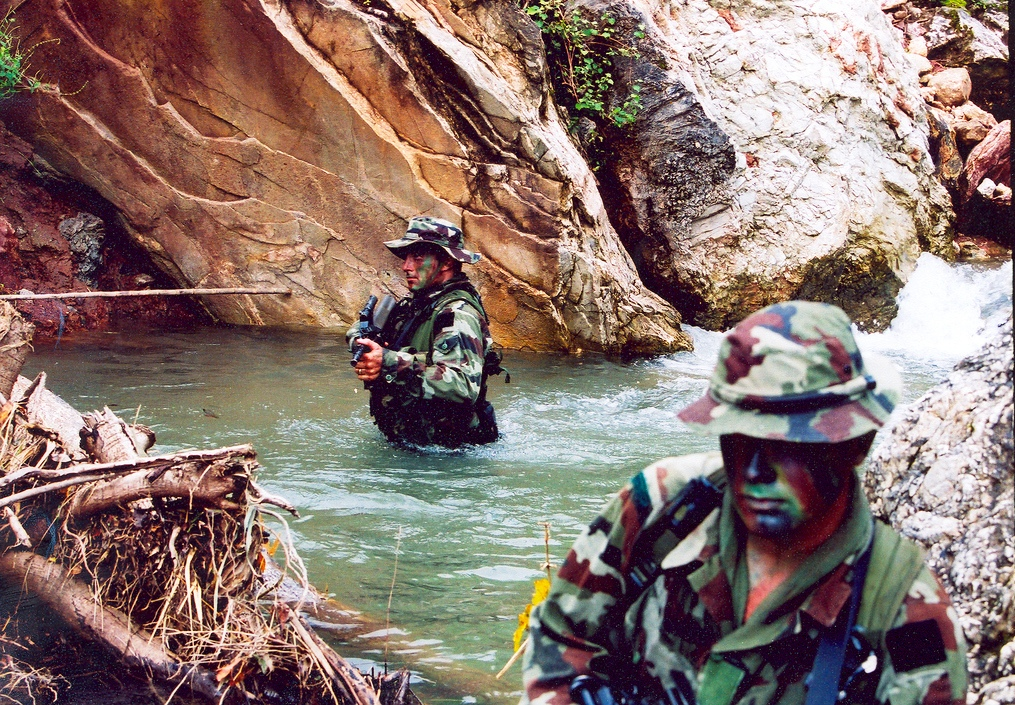
Irische UN-Soldaten in Osttimor (Juni 2000)

Der Weltsicherheitsrat erinnerte an seine früheren Resolutionen und die Erklärungen ihres Präsidenten zur Situation in Osttimor, in Besonderen die Erklärungen des Präsidenten des Weltsicherheitsrats vom 3. August 2000 (S/PRST/2000/26), in der er seine besondere Sorge ausdrückte, über die weiter existierende hohe Zahl osttimoresischer Flüchtlinge in Lagern in Westtimor, die weitere Präsenz von Milizen in den Lagern und deren Einschüchterungsversuche gegenüber den Flüchtlingen und den Mitarbeitern des Hohen Flüchtlingskommissars der Vereinten Nationen (UNHCR). Entsetzt zeigte sich der Weltsicherheitsrat über die brutale Ermordung dreier Mitarbeiter der Vereinten Nationen am 6. September 2000 durch einen von Milizen geführten Mob. Der Weltsicherheitsrat unterstützt die Erklärung zu diesem Fall durch den Generalsekretär der Vereinten Nationen Kofi Annan zu Beginn des Millenniumsgipfel und dem Ausdruck der Sorge durch mehrere Staatsoberhäupter und Regierungen im Verlauf dieser Veranstaltung (A/55/PV.6). Der Weltsicherheitsrat verurteilte dieses „unverschämte und verächtliche“ Handeln gegen unbewaffnete, internationale Mitarbeiter, die in Westtimor waren, um den Flüchtlingen zu helfen. Wiederholt wurde die Verurteilung zweier Blauhelmsoldaten der UNTAET und Angriffe auf die Präsenz der Vereinten Nationen in Osttimor. Der Weltsicherheitsrat erinnerte an seine Erklärung beim Gipfel des Weltsicherheitsrats, auf Ebene der Staatsoberhäupter (Resolution 1318 des UN-Sicherheitsrates vom 7. September 2000),
unter besonderer Bezugnahme auf die Notwendigkeit wirksamer Maßnahmen für die Sicherheit und Sicherheit der Mitarbeiter der Vereinten Nationen. Betont wurde Empörung des Weltsicherheitsrates aufgrund der gemeldeten Angriffe in Betun (Westtimor) am 7. September 2000, bei denen laut Bericht mehrere Flüchtlinge getötet wurden. Der Weltsicherheitsrat begrüßte den Brief von Abdurrahman Wahid, des Präsidenten von Indonesien an den Generalsekretär der Vereinten Nationen vom 7. September 2000, in dem der Präsident seine Empörung über die Ermordung der UNHCR-Mitarbeiter ausdrückte und erklärte seine Absicht, eine umfassende Untersuchung durchzuführen und Maßnahmen gegen die Schuldigen zu ergreifen.
Der Weltsicherheitsrat forderte die Regierung Indonesiens auf, unverzüglich weitere Schritte zu unternehmen, um ihre Verantwortung zu erfüllen, die Milizen sofort zu entwaffnen und aufzulösen, in den betroffenen Gebieten Westtimors Ruhe und Ordnung wiederherzustellen, die Sicherheit in den Flüchtlingslagern und für die humanitären Helfer zu gewährleisten und grenzüberschreitende Einfälle nach Osttimor zu unterbinden. Betont wurde, dass die Verantwortlichen für die Angriffe auf die internationalen Mitarbeiter in West- und Osttimor vor Gericht gebracht werden müssten. Der Weltsicherheitsrat erinnerte an den Brief vom 18. Februar 2000 des Präsidenten des Weltsicherheitsrates (S/2000/137), in dem er vermerkte, dass schwere Verletzungen der internationalen humanitären Gesetze und Menschenrechte verpflichten und dass die Verantwortlichen für diese Verletzungen vor Gericht gebracht werden müssten. Der Weltsicherheitsrat betonte wiederholt seinen Glauben, dass die Vereinten Nationen beim Schutz der Rechte der Bevölkerung Osttimors eine Rolle spielen müssen. Die Verantwortlichen in Indonesien wurden aufgefordert, sofort effektive Maßnahmen zu ergreifen, um die sichere Rückkehr jener Flüchtlinge nach Osttimor zu gewährleisten, die dies wünschten. Gleichzeitig müsste ein Programm für jene geschaffen werden, die nixcht zurückkehren wollen und neu angesiedelt werden müssen. Zur Kenntnis genommen wurde, dass die Regierung Indonesiens entschieden hatte, zusätzliche Truppen nach Westtimor zu entsenden, um die ernste Sicherheitslage zu verbessern. Der Weltsicherheitsrat wies aber darauf hin, dass UNHCR-Mitarbeiter nicht nach Westtimor zurückkehren könnten, bis eine glaubwürdige Sicherheitsgarantie besteht, inklusive wirklicher Fortschritte bei der Entwaffnung und Auflösung der Milizen. Betont wurde, dass die UNTAET, in Übereinstimmung mit der Resolution 1272 des UN-Sicherheitsrates vom 22. Oktober 1999, robust auf die Bedrohung durch die Milizen reagieren sollte.
Der Generalsekretär wurde vom Weltsicherheitsrat dazu aufgefordert, innerhalb einer Woche nach Verabschiedung dieser Resolution über die Situation vor Ort zu berichten. Der Weltsicherheitsrat beschloss sich weiter aktiv mit der Angelegenheit zu befassen.

## Folgezeit
Osttimor kam 2001 zur Ruhe und wurde am 20. Mai 2002 in die Unabhängigkeit entlassen. Das Mandat der UNMISET wurde später bis 2005 verlängert, dann durch die einjährige Folgemission Büro der Vereinten Nationen in Osttimor (UNOTIL) ersetzt. Als 2006 Unruhen in Osttimor ausbrachen, wurde die Entsendung der Integrierte Mission der Vereinten Nationen in Timor-Leste (UNMIT), zusammen mit der International Stabilization Force (ISF) notwendig. Die UN-Missionen in Osttimor endeten schließlich am 31. Dezember 2012, doch noch immer lebten zu diesem Zeitpunkt mehrere Zehntausend Flüchtlinge in Westtimor, zumeist ehemalige Sympathisanten und Kollaborateure der indonesischen Besatzungsmacht.